# Sayri Tupac
Sayri Tupac (Victos di Vilcabamba, 1535 – Valle di Yucay, 1561) è stato un imperatore o Qhapaq, inca.

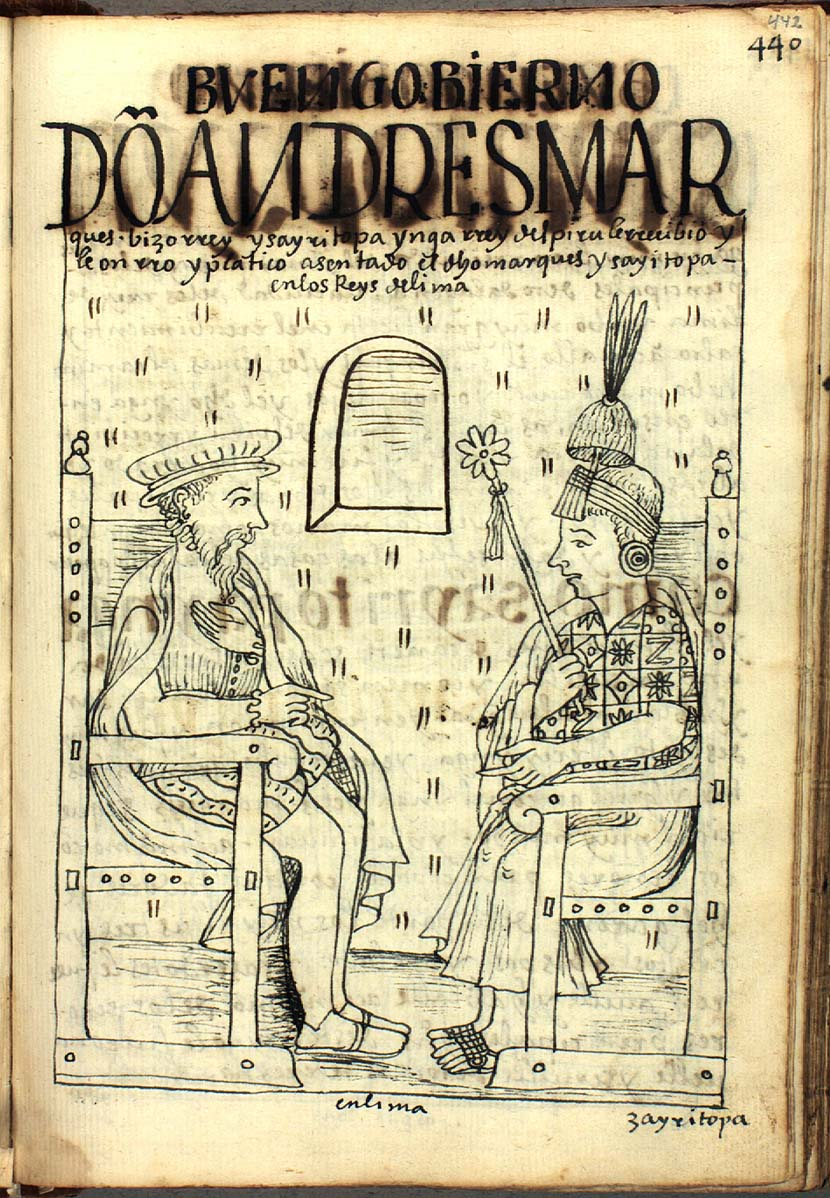
Sayri Tupac e il Viceré Hurtado de Mendoza, in un disegno di Huaman Poma de Ayala.

Si tratta del figlio di Manco Capac II che succedette al padre sul trono di Vilcabamba al momento del suo assassinio avvenuto nel 1544. Causa la sua minore età, fu assistito nell'esercizio del potere da alcuni tutori e venne incoronato ufficialmente solo nel 1557, assumendo il nome di Manco Capac Pachacuti Yupanqui.

## Trattative con gli spagnoli durante la sua minore età
La morte di Manco II era avvenuta all'inizio della guerra civile scatenata da Gonzalo Pizarro e gli Inca di Vilcabamba, privi del loro capo carismatico, non avevano potuto approfittare della divisione dei loro nemici.
Sayri Tupac era solo un bambino e la direzione del piccolo stato era stata assunta dai suoi tutori, tra cui spiccava Atoc Sopa. La politica degli Inca rimasti indipendenti perse, ben presto, ogni aggressività e si limitò a salvaguardare le usanze e le cerimonie dell'antico impero. Gli Spagnoli si avvidero di questa nuova postura, riscontrando la cessazione delle aggressioni ai coloni isolati, e sperarono di riuscire ad aver ragione, pacificamente, della resistenza degli ultimi Inca liberi.
Il nuovo viceré, Pedro de la Gasca, mise in atto delle iniziative diplomatiche per raggiungere lo scopo. Inviò dei messi con doni importanti e ricevette, in cambio, altrettanti doni, portati da sei dignitari. Le trattative potevano essere iniziate e La Gasca fece delle offerte allettanti: tenute ed edifici, nel Cuzco ed altrove, capaci di fornire una rendita considerevole, oltre, naturalmente, all'amnistia per tutti i delitti passati.
Le proposte erano soddisfacenti e Sayri Tupac, o meglio i suoi tutori, erano propensi ad accettare, ma chiedevano delle garanzie. Fu l'Inca Paullu ad offrirsi di accompagnare il nipote alla sua nuova residenza, ma quando era quasi giunto all'incontro si ammalò e dovette fare ritorno al Cuzco, dove la malattia si aggravò e lo condusse alla morte.
La sua scomparsa interruppe le trattative, ma non le speranze delle autorità.

## Accordo con il viceré e ritorno al Cuzco
Nel 1552 la Corona Spagnola assunse l'iniziativa e il principe Filippo in persona scrisse una lettera a Sayri Tupac per assicurargli la completa immunità e giunse a riconoscere che suo padre Manco era stato duramente provocato dai Pizarro. Un cambio di viceré rese impossibile il recapito della missiva, ma questa venne riscritta, pari pari, e consegnata al nuovo rappresentante della Corona, il marchese di Cañete, perché se ne facesse il latore.
Diversi personaggi, che riscuotevano la fiducia degli Inca in esilio, si incaricarono di riallacciare le trattative. Tra questi vi era Doña Beatriz, una zia di Sayri Tupac, e suo figlio Juan Serra che la nobildonna aveva avuto dal conquistador Manso Serra di Leguizamo. Anche lo storico Juan de Betanzos, perfetto conoscitore del quechua partecipò ai parlamentari che furono lunghi e laboriosi per la diffidenza degli indigeni.
Si giunse infine ad un accordo e, il 7 ottobre 1557, Sayri Tupac lasciò Vilcabamba alla volta di Lima. Il giovane sovrano ricevette un'accoglienza fastosa e, quando riprese il cammino per il Cuzco, era in possesso dei titoli che gli garantivano le proprietà promesse. L'ingresso nella capitale dell'impero dei suoi antenati fu commovente per la felicità che gli indios, andati ad incontrarlo, dimostrarono. Per loro il Qhapaq Inca era tornato nella sua sede legittima.

## Vita al Cuzco

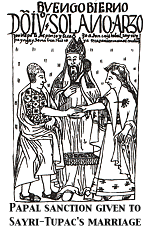
Sayri Tupac ottiene la dispensa per il suo matrimonio, disegno di Huaman Poma de Ayala.

Le proprietà che Sayri Tupac aveva ottenuto dagli Spagnoli erano vastissime e facevano di lui uno dei cittadini più ricchi del Perù. Inizialmente decise di risiedere nella capitale e prese alloggio nella casa di Doña Beatriz che si incaricò di inserirlo nella società indigena della città. Lo scopo della permanenza del giovane sovrano lontano dalle sue proprietà era però un altro: Sayri Tupac intendeva divenire cristiano, assieme alla sua giovane moglie. Un religioso, che parlava quechua, si incaricò di istruirli. Pochi mesi dopo il giovane sovrano e la sua consorte potevano ricevere il battesimo e si scelsero nuovi nomi cristiani.
Restava da compiere un'ultima formalità perché l'inserimento del sovrano inca nella società spagnola potesse dirsi completo. La sua consorte era anche sua sorella e la Chiesa non poteva celebrare il loro matrimonio senza una dispensa papale. La dispensa arrivò, su interessamento della stessa Corona spagnola, e la coppia poté essere unita in matrimonio con tutti i crismi della legalità.
La figlia nata da questa unione, Beatriz Clara, ricevette anch'essa il battesimo.

## Morte di Sayri Tupac
Terminata la fase di acculturamento religioso, Sayri Tupac pensò bene di recarsi nei suoi possedimenti e, in special modo, nella valle di Yucay che era sempre stata il luogo di residenza preferito dai sovrani inca al tempo della loro grandezza.
Si diede perfino a costruire un palazzo degno del suo nome, ma nel 1561, improvvisamente, Sayri Tupac morì, proprio nella valle di Yucay, senza che la sua fine fosse stata in alcun modo prevista.
La stranezza della morte di un giovane poco più che ventenne, sano e in buona salute, fece subito pensare al veleno e si indagò su quelli che potevano aver interesse a provocare anzitempo la sua dipartita.
Il maggior indiziato era il curaca della valle di Yucay, Francisco Chilche. Costui non aveva certo visto di buon occhio l'assegnazione a Sayri Tupac della proprietà di cui era stato fino ad allora responsabile.  Se il dominus fosse stato uno spagnolo, il curaca avrebbe continuato ad amministrarla, ma un Inca lo avrebbe, prima o poi, esautorato. A ciò si aggiunga che Francisco Chilche era di razza cañari, un'etnia nemica acerrima degli Inca e alleata degli spagnoli fin dai primi giorni della conquista e il quadro può dirsi completo.
Il curaca fu arrestato e meticolose indagini vennero eseguite sul suo conto, ma non approdarono a nulla e, in capo ad un anno lo si dovette liberare.

## Discendenza di Sayri Tupac
La morte di Sayri Tupac presentò un problema per gli spagnoli: innanzitutto avevano appreso che lo stato di Vilcabamba vi era dato un nuovo sovrano, nella persona di Titu Cusi Yupanqui, fratello di Sayri Tupac; pertanto, il pericolo rappresentato da quel lembo di terra autonoma sussisteva.
Sayri Tupac aveva poi ottenuto in dotazione proprietà vastissime ed ora queste facevano gola a molti, ma non si sapeva come sottrarle alla sua vedova ed alla sua piccola erede.
I più avveduti facevano presente che gli Inca rimasti ancora sulle montagne non si sarebbero mai convinti a trattare la pace se avessero constatato che le promesse fatte a Sayri Tupac non erano sopravvissute alla sua morte. Si pensò anche di offrire le proprietà a Titu Cusi Yupanqui, o meglio a suo figlio che avrebbe potuto sposare la figlia di Sayri Tupac con buona pace di tutti, ma la questione restò in sospeso.
In attesa di una soluzione si cominciò con il fare amministrare l'ingente patrimonio a dei gentiluomini fidati che avrebbero dovuto preservare la fortuna della piccola Beatriz Clara in attesa della sua maggiore età. Rinchiusa dapprima in convento, poi richiamata presso di sé dalla madre, Beatriz fu oggetto di squallidi tentativi di matrimonio da parte di sciagurati cavalieri spagnoli, i Maldonado, che giunsero, pur di raggiungere i loro scopi, a dichiarare di averla violentata all'età di nove anni. Dopo lunghe peripezie, la fanciulla andò in sposa ad un rappresentante della migliore nobiltà spagnola, Martín García de Loyola, il pronipote dell'omonimo fondatore della Compagnia di Gesù. La figlia di questa unione sarebbe stata nominata Marchesa di Santiago de Oropesa, titolo che la sua progenie avrebbe mantenuto fino al 1741, alla morte cioè dell'ultimo discendente, deceduto senza eredi.